# كردستان (محافظة)
محافظة كردستان (بالكردية: پارێزگای کوردستان، Parêzgeha Kurdistanê‏) (بالفارسية: استان كردستان) هي محافظة في غرب إيران، على الحدود الإيرانية العراقية، مركزها مدینة سنندج. معظم سكانها من الكرد السنة والبقية من الأذريين.

## الاقتصاد
الأنشطة الرئيسية للسكان هي الزراعة وتربية الماشية الحديثة. القمح والشعير والحبوب والفواكه هي المنتجات الزراعية الرئيسية. الصناعات الكيميائية، والمعادن، والنسيج، والجلود والأغذية هي أهم الأنشطة الصناعية في هذه المقاطعة.

## أبرز أبناء المحافظة
- بديع الزمان الكردستاني
- قانع (شاعر)
- جلال جلالی زاده